# Cenochlora quantilla
Cenochlora quantilla är en fjärilsart som beskrevs av Turner 1910. Cenochlora quantilla ingår i släktet Cenochlora och familjen mätare. Inga underarter finns listade i Catalogue of Life.